# 蒙德拉巴扎尔
蒙德拉巴扎尔（Mundera Bazar），是印度北方邦Gorakhpur县的一个城镇。总人口11226（2001年）。

## 人口
该地2001年总人口11226人，其中男性5893人，女性5333人；0—6岁人口1518人，其中男784人，女734人；识字率69.18%，其中男性为75.73%，女性为61.94%。